# Mulzer-Föhre

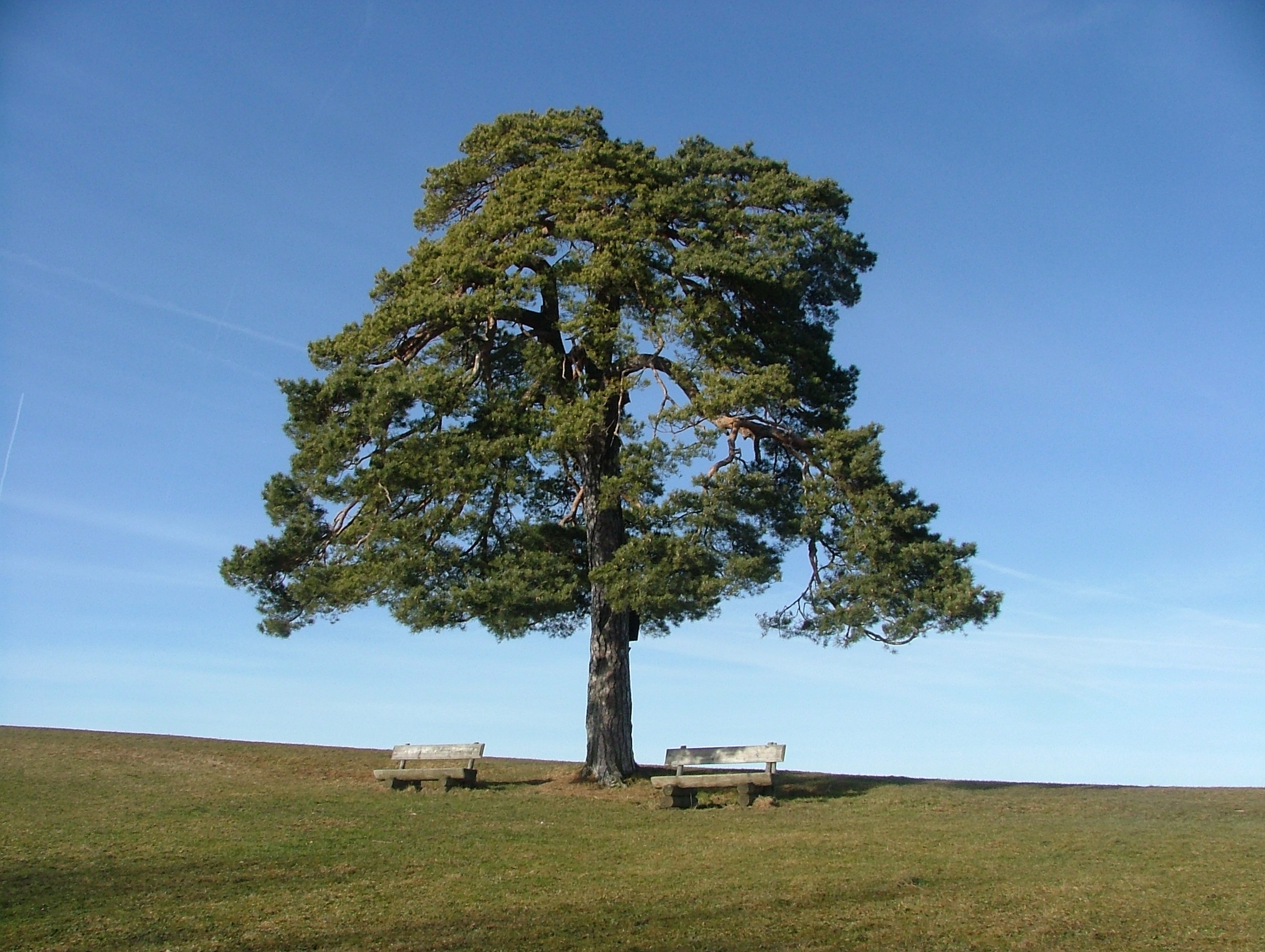
Mulzer-Föhre in Kempten

Die Mulzer-Föhre ist ein frei stehender Baum und ein Naturdenkmal auf dem Mariaberg, einem Höhenzug westlich des gleichnamigen Kemptener Ortsteils Mariaberg. Der Baum steht auf 883 Meter Höhe etwa 790 Meter nordöstlich des Höhenegg, der mit 915 Metern höchsten Erhebung des gesamten Stadtgebiets von Kempten.

## Geschichte und Lage
Die Mulzer-Föhre trägt ihren Namen nach dem Jagdflieger Max Ritter von Mulzer. Die Waldkiefer wurde nach dem Ersten Weltkrieg gepflanzt, um an das Schicksal des Jagdfliegers zu erinnern. Der Baum steht auf dem Mariaberg westlich von Kempten.
Im Jahre 1986 stiftete der Heimatverein Kempten eine Tafel und brachte sie an der Föhre an. Sie erinnert mit folgender Inschrift an den Jagdflieger:
So bleibt er nun für alle Zeit: 

Die Frauen ihn im Herzen tragen, 

Die Männer von ihm singen und einst sagen, 

Und über Gram und Traum von dumpfen Tagen 

Thront ruhevoll der Trost: Unsterblichkeit.
(Else Eberhard-Schobacher)
Der Münchner Jakobsweg und andere Wanderwege führen an der Föhre vorbei.

## Galerie

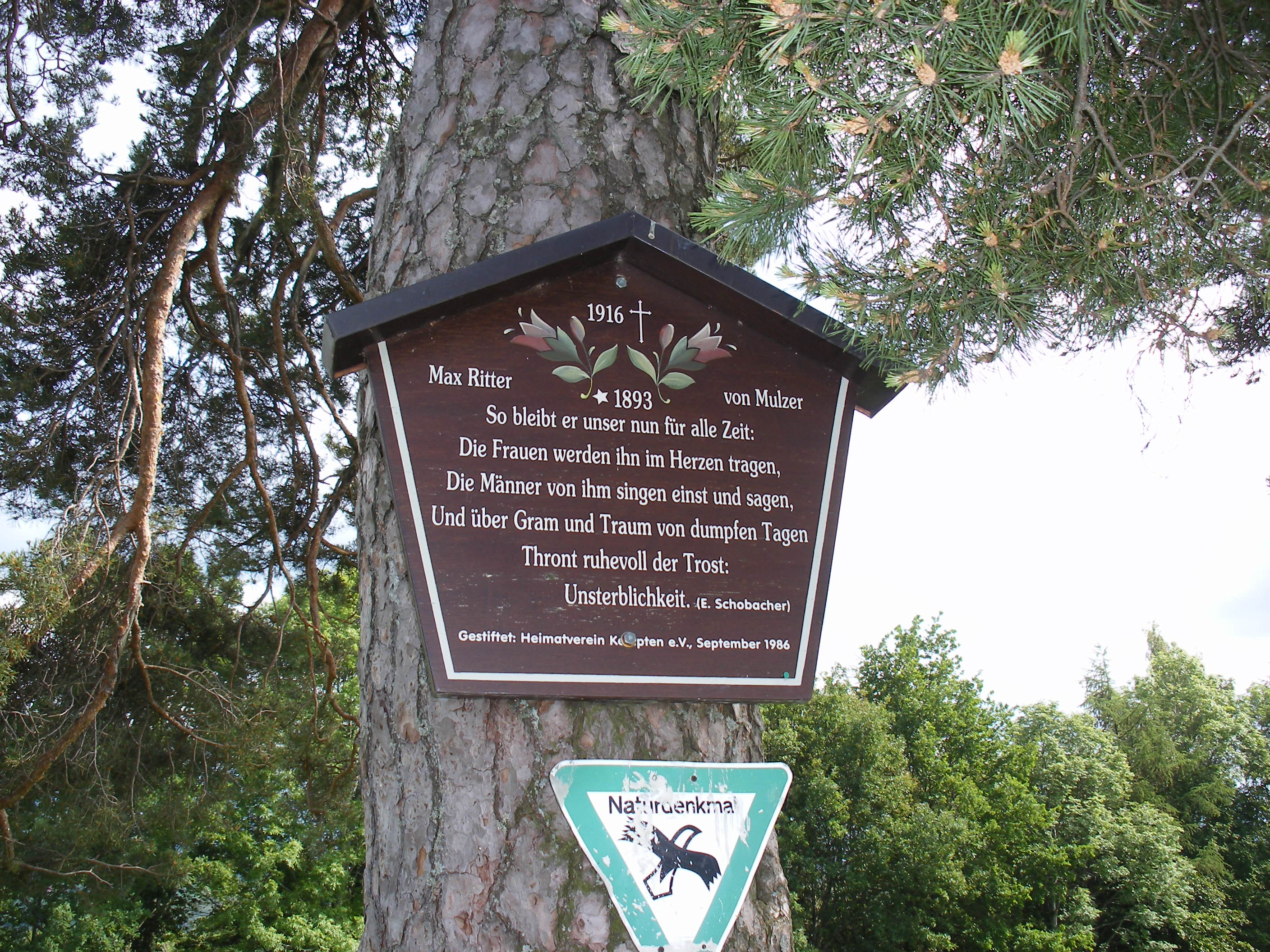
Gedenktafel
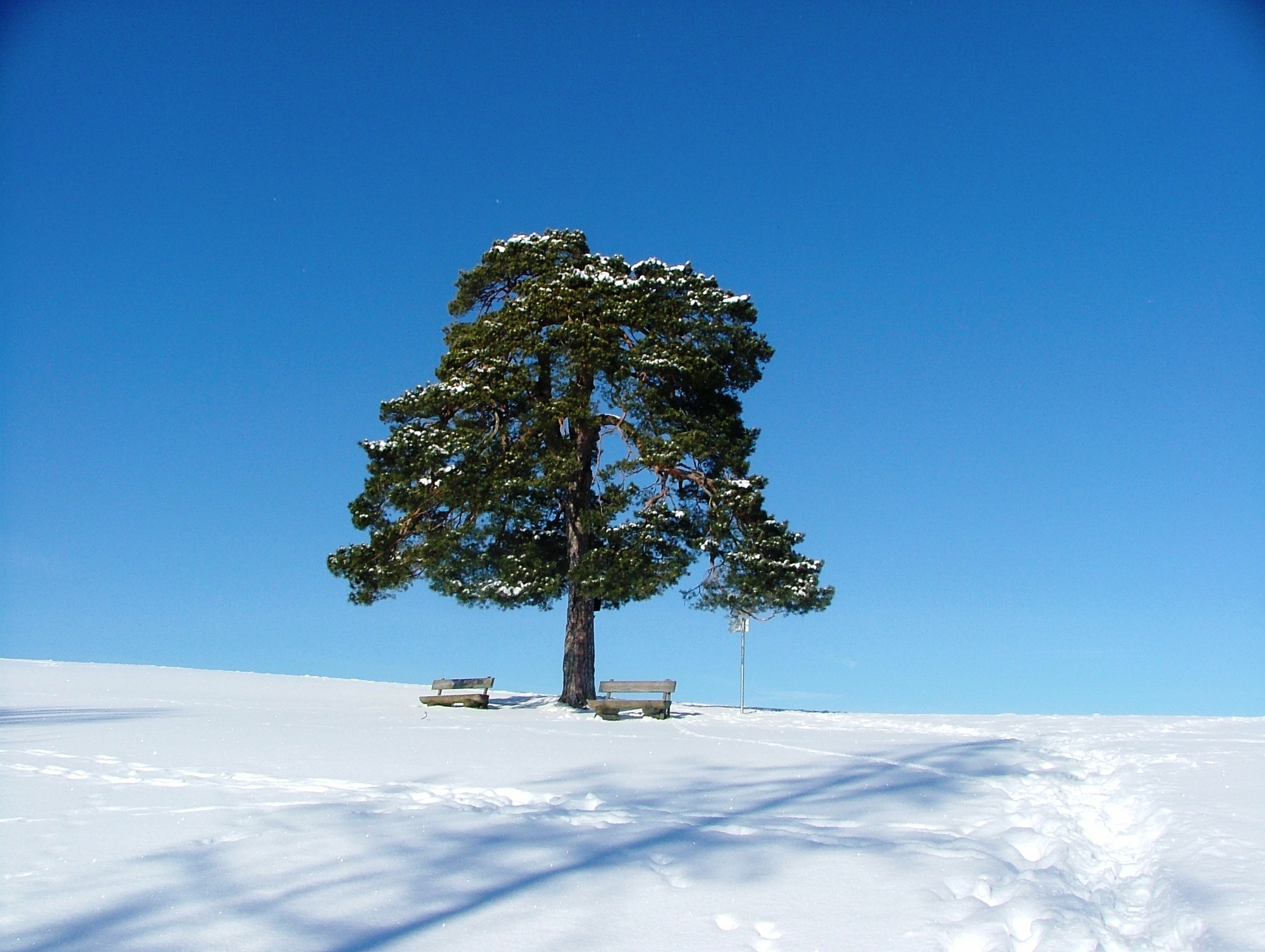
Mulzer-Föhre im Winter